# Tamoya
Tamoya is een geslacht van neteldieren uit de familie van de Tamoyidae.

## Soorten
- Tamoya gargantua Haeckel, 1880
- Tamoya haplonema F. Müller, 1859
- Tamoya ohboya Collins, Bentlage, Gillan, Lynn, Morandini, Marques, 2011